# Andong
Andong (kor. 안동시) – miasto w Korei Południowej, w prowincji Gyeongsang Północny. Przez miasto przepływa rzeka Naktong-gang. W 2023 miasto liczyło 153 306 mieszkańców.
W mieście znajduje się hala sportowa Andong Gymnasium.
W mieście rozwinął się przemysł odzieżowego oraz spożywczy. Ośrodek handlowy ważnego regionu rolniczego.

## Współpraca
- Filipiny: Bacolod
- Japonia: Sagae
- Chińska Republika Ludowa: Pingdingshan, Qufu
- Izrael: Cholon